# 貝爾號驅逐艦 (DD-95)
貝爾號驅逐艦（舷號DD-95）是一艘美國海軍建造的驅逐艦，為維克斯級驅逐艦的21號艦。她是美軍第一艘以貝爾為名的軍艦，以紀念在美國內戰時期的海軍軍官亨利·貝爾（Henry Haywood Bell）。
貝爾號在1917年於霍河造船廠開始建造，在1918年下水服役。接著貝爾號派往北大西洋護航商船，戰後則留在大西洋海域執勤。1922年貝爾號退役封存，在1937年除籍，並於1939年出售拆解。